# گرانش زمین
گرانش زمین (به انگلیسی: Gravity of Earth) شتابی است که اجسام با این شتاب به سمت زمین جذب می‌شوند و با g نشان داده می‌شود. واحد این کمیت در SI برابر است با متر بر مجذور ثانیه (m/s۲ یا m·s-۲) و همچنین نیوتن بر کیلوگرم (N/kg یا N·kg-۱). مقدار تقریبی این کمیت ۹٫۸۱ m/s۲ است که بدان معنی‌ست که صرفنظر از تأثیر مقاومت هوا، سرعت جسم در حال سقوط در نزدیکی سطح زمین در هر ثانیه ۹٫۸۱ متر بر ثانیه افزایش می‌یابد.

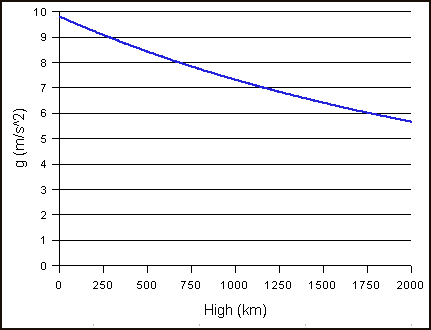
در تصویر شدت گرانش زمین در فواصل مختلف از آن مشاهده می‌شود. (در ارتفاع چهارصد کيلومتری زمین که ایستگاههای فضایی و فضانوردان در آن قرار دارند، همچنان نود درصد از قدرت جاذبه گرانشی زمین به قوت خود باقی است.)

یک نیرو عبارت است از عکس‌العملی که منجر به تغییر جهت حرکت یک جسم می‌شود. در حقیقت این برهمکنش باعث می‌شود که مسیر حرکت جسم مفروض تعیین شود. این جسم می‌تواند سیب، توپ فوتبال، یک سیاره و یا کل کهکشان باشد.

از میان نیروهای معرفی شده، گرانش ضعیف‌ترین آن‌ها اما از طرفی معروف‌ترین آن‌ها نیز محسوب می‌شود. برای قرن‌ها است که می‌دانیم، پاهایمان به زمین چسبیده است و یا زمین همواره به دور خورشید می‌چرخد. حتی قبل از این‌که گرانش در قالب ریاضیات توضیح داده شود، «یوهانس کپلر» (Johannes Kepler)، فیزیکدان و ریاضی‌دان قرن هفدهم قوانین دقیقی را به‌منظور توصیف حرکت سیارات ارائه داد.

مدلی رایانه‌ای از اندازه‌گیری گرانش زمین که توسط ناسا و در مأموریت GRACE تهیه شده است.

## تاریخچه
اولین بار نیوتن زمانی که زیر درختان سیب یک باغ نشسته بود، ایده گرانش به ذهنش خطور کرده است.  او درحالی‌که نشسته و در فکر فرو رفته بود، یک سیب از درخت افتاد و بر کله او برخورد کرد و نیوتن به مفهوم گرانش پی برد.

## سیر تحولی و رشد
نیوتون دستاوردهای خود را در خصوص گرانش در سال ١٠٥٧- ١٦٧٨ در کتاب مشهور اصول منتشر کرد، نیوتون در این کتاب از حد مسائل سیب - زمین فراتر رفته و قانون گرانش را در تمام اجسام تعمیم داده است. با توجه به اینکه گرانش در سه قلمرو مطالعه شده: جاذبه گرانش میان دو جسم ، جاذبه زمین و اجسام اطراف ما و در قلمرو منظومه شمسی برهمکنش میان ستاره‌های کهکشانها. اولین اقدامات برای توصیف حرکت منظومه شمسی توسط یونانیها انجام گرفت، بطلمیوس مطرح کرد که هر ستاره بر روی دایره‌ای حرکت می‌کند که مرکز آن به نوبه خود روی دایره دیگری به مرکز زمین در حال حرکت است.
در قرن ١٦ کوپرنیک یک طرح خورشید مرکزی پیشنهاد کرد که در آن خورشید در مرکز منظومه شمسی قرار دارد و زمین حول آن حرکت می‌کند. اما کپلر قوانین مهمی برای حرکت سیارات پیشنهاد کرد، اینکه تمام سیارات در مدارات بیضی شکل حرکت می‌کنند و خورشید در یکی از کانونهای آن قرار دارد، خط واصل هر سیاره به خورشید در زمانهای مساوی مساحتهای مساوی جاروب می‌کند، مجذور دوره دوران هر سیاره حول خورشید با مکعب فاصله توسط آن سیاره از خورشید متناسب است. اما نیوتون توانست قوانین کپلر را از قوانین حرکت و قانون گرانش نتیجه بگیرد و این یک پیروزی بزرگ برای او محسوب می‌شد.
من پاور جا مثل دماوندم

## قانون جهانی گرانش
نیرویی که دو ذره به جرمهای m1 و m2 به فاصله r از یکدیگر بهم وارد می‌کنند نیروی جاذبه‌ا‌ی است که در امتداد خط واصل دو ذره اثر می‌کند. و بزرگی آن برابراست با:

F = G m1m2/r2 و G = 6.67X10-11 Nm2/(kg)2
m1 و m2 جرم هر دو جسم ، r فاصله بین مرکز جرم آنها و G ثابت جهانی است و مقدار آن برای تمام زوج ذرات یکسان است. نیروی گرانشی میان دو جسم در واقع نیروهای کنش و واکنش‌اند، یعنی جسم اول نیرویی به جسم دوم وارد می‌کند، متعاقب آن جسم دوم نیز نیرویی به جسم اول وارد می‌کند، این در خط واصل بین دو جسم اثر می‌کند. این نیرو در مورد ذرات جرم‌دار است، یعنی اگر بخواهیم نیروی میان دو جسم بزرگ مانند زمین و ماه را تعیین کنیم باید هر جسم را به صورت مجموعه‌ای از ذرات در نظر بگیریم و سپس نیروی برهمکنش میان این ذرات را باهم محاسبه کنیم، در این قانون فرض می‌شود که نیروی گرانش میان دو ذره از اجسام دیگر مستقل است و به خواص فضای اطراف آنها بستگی ندارد.